# Perica Marošević
Perica Marošević (Brčko, 5 maggio 1989) è un ex calciatore statunitense, di ruolo attaccante.

## Palmarès

### Club
- Campionato MLS: 1

Dallas: 2010